# Pędzelnik australijski
Pędzelnik australijski (Syconycteris australis) – gatunek ssaka z podrodziny Macroglossusinae w obrębie rodziny rudawkowatych (Pteropodidae).

## Taksonomia
Gatunek po raz pierwszy zgodnie z zasadami nazewnictwa binominalnego opisał w 1867 roku niemiecki zoolog Wilhelm Peters nadając mu nazwę Macroglossus minimus var. australis. Holotyp pochodził z Rockhampton, w Queensland, w Australii.
Syconycteris australis wyraźnie zawiera wiele gatunków na podstawie niepublikowanych badań genetycznych i morfologicznych. i jest uważany za kompleks gatunkowy. Granice występowania podgatunków są niepewne. Autorzy Illustrated Checklist of the Mammals of the World rozpoznają siedem podgatunków. Podstawowe dane taksonomiczne podgatunków (oprócz nominatywnego) przedstawia poniższa tabelka:
| Podgatunek     | Oryginalna nazwa             | Autor i rok opisu | Miejsce typowe                                            |
| -------------- | ---------------------------- | ----------------- | --------------------------------------------------------- |
| S. a. crassa   | Carponycteris crassa         | O. Thomas, 1895   | Wyspa Fergussona, Wyspy d’Entrecasteaux.                  |
| S. a. finschi  | Macroglossus finschi         | Matschie, 1899    | Nowa Brytania, Archipelag Bismarcka, Papua-Nowa Gwinea.   |
| S. a. keyensis | Syconycteris crassa keyensis | K. Andersen, 1911 | Wyspy Kai, Maluki, Indonezja.                             |
| S. a. major    | Syconycteris crassa major    | K. Andersen, 1911 | Ambon, Moluki, Indonezja.                                 |
| S. a. naias    | Syconycteris naias           | K. Andersen, 1911 | Woodlark, Nowa Gwinea.                                    |
| S. a. papuana  | Macroglossus papuanus        | Matschie, 1899    | Andai, północno-zachodnia Nowa Gwinea, Papua-Nowa Gwinea. |

### Etymologia
- Syconycteris: gr. συκον sukon „figa”; νυκτερις nukteris, νυκτεριδος nukteridos „nietoperz”[17].
- australis: łac. australis „południowy”, od auster, austri „południe”[18].
- crassa: łac. crassus „gruby, ciężki”[19].
- finschi: prof. dr Friedrich Hermann Otto Finsch (1839–1917), niemiecki dyplomata, ornitolog, etnograf, kolekcjoner[4][20][21].
- keyensis: Wyspy Kai, Moluki, Indonezja[22].
- major: łac. maior, maioris „większy”, forma wyższa od magnus „wielki, potężny”[23].
- naias: gr. ναιας naias, ναιαδος naiados „najada”[24].
- papuana: Papua lub Nowa Gwinea[25].

## Zasięg występowania
Pędzelnik australijski występuje w północno-zachodniej Australii, na Nowa Gwinea i okolicznych wyspach zamieszkując w zależności od podgatunku:
- S. australis australis – północno-wschodnia i wschodnia Australia we wschodnim Queensland i północno-wschodniej Nowej Południowej Walii; także wyspy Hinchinbrook, Magnetic i Wielka Wyspa Piaszczysta.
- S. australis crassa – Wyspy Trobrianda i Wyspy d’Entrecasteaux (wyspa Fergusson).
- S. australis finschi – Wyspy Admiralicji (wyspa Manus) i Archipelag Bismarcka (Nowa Irlandia, Nowa Brytania i mniejsze okoliczne wyspy).
- S. australis keyensis – Wyspy Kai.
- S. australis major – środkowe Moluki (wyspy Buru, Boano, Ambon, Haruku i Seram).
- S. australis naias – wyspa Muyua.
- S. australis papuana – północne Moluki (wyspa Gebe), Nowa Gwinea (w tym Batanta, Salawati, Yapen i kilka innych wysp przybrzeżnych) i Wyspy Aru (wyspa Wokam).

Występuje również na wyspach Biak-Supiori, chociaż populacja ta prawdopodobnie reprezentuje nienazwany podgatunek.

## Morfologia
Długość ciała 55–88 mm, brak ogona, długość ucha 9–17 mm, długość tylnej stopy 7,4–15 mm, długość przedramienia 38–48 mm; masa ciała 13–23,5 g. Wzór zębowy: I {\displaystyle {\tfrac {2}{2}}} C {\displaystyle {\tfrac {1}{1}}} P {\displaystyle {\tfrac {3}{3}}} M {\displaystyle {\tfrac {2}{3}}} (x2) = 34.

## Ekologia
Pędzelnik australijski zamieszkuje w wilgotnych i suchych lasach, i jest najmniejszym owocożernym nietoperzem. Żyje w lasach eukaliptusowych i akacjowych, żywiąc się wyłącznie pyłkiem tych roślin. Aby dostać się do nektaru, pędzelnik australijski wsuwa pędzelkowaty język głęboko w długi kielich kwiatu.
Latem (od listopada do grudnia) samica wydaje na świat maleńkie młode.